# Sint-Laurentiuskerk (Érezée)
De Sint-Laurentiuskerk (Frans: L'église Saint-Laurent) is een kerkgebouw in Érezée in de Belgische provincie Luxemburg. De kerk ligt aan de zuidzijde van het plein Place du Capitaine Garnir en ten oosten van de kerk bevindt zich het kerkhof. Nabij ligt de door het dorp lopende N807.
Het neoclassicistische gebouw is noord-zuid georiënteerd en bestaat uit een grotendeels ingebouwde vierkante toren met twee geledingen, een schip met vier traveeën en een gesloten koor met een travee. De toren heeft een tentdak, de rest van het gebouw wordt gedekt door een zadeldak. Het gebouw heeft rondboogvensters en dubbele rondboogvormige galmgaten in iedere torengevel. In de noordgevel van de toren bevindt zich het portaal in de as van de kerk.
De kerk is gewijd aan Sint-Laurentius.

## Geschiedenis
In 1846 werd het huidige kerk gebouwd. De gevel en de toren stammen uit 1899. Na de brand van 1940, werd het gebouw in 1946 gerestaureerd en het interieur in 1999.